# Polyptychia
Polyptychia is een geslacht van vlinders van de familie tandvlinders (Notodontidae), uit de onderfamilie Dioptinae.

## Soorten
- P. fasciculosa Felder, 1868
- P. unicolor Hering, 1927